# Ligne Minobu
La ligne Minobu (身延線, Minobu-sen) est une ligne ferroviaire du réseau JR Central au Japon. Elle relie la gare de Fuji dans la préfecture de Shizuoka à celle de Kōfu dans la préfecture de Yamanashi.

## Histoire
À son ouverture en 1890, l'actuelle ligne Minobu était une ligne de tramway à cheval reliant Fuji à Fujinomiya. La ligne fut rachetée en 1912 par le Chemin de fer Fuji Minobu (富士身延鉄道, Fuji Minobu Tetsudō) qui la convertit en ligne ferroviaire. En 1920, la ligne fut prolongée à Minobu, puis à Kōfu en 1928. La ligne est électrifiée depuis 1927.
La ligne fut nationalisée au sein de la Société gouvernementale des chemins de fer japonais en 1941, devenue JNR après la Seconde Guerre mondiale. Aujourd'hui, la ligne Minobu est exploitée par la JR Central.

## Caractéristiques

### Ligne
- longueur : 88,4 km
- écartement des voies : 1 067 mm
- vitesse maximale : 85 km/h
- électrification : 1 500 Vcc par caténaire
- nombre de voies : voie unique

### Services et interconnexions
À Fuji, la ligne Minobu est interconnectée avec la ligne principale Tōkaidō, ce qui permet des services express Fujikawa entre la gare de Shizuoka et celle de Kōfu.

### Liste des gares
| Numéro | Gare              | Nom japonais | Distance depuis Fuji (km) | Correspondances                       | Localisation   | Localisation            |
| ------ | ----------------- | ------------ | ------------------------- | ------------------------------------- | -------------- | ----------------------- |
| CC00   | Fuji              | 富士         | 0                         | JR Central : Tōkaidō (interconnexion) | Fuji           | Préfecture de Shizuoka  |
| CC01   | Yunoki (ja)       | 柚木         | 1,5                       |                                       | Fuji           | Préfecture de Shizuoka  |
| CC02   | Tatebori          | 竪堀         | 2,8                       |                                       | Fuji           | Préfecture de Shizuoka  |
| CC03   | Iriyamase         | 入山瀬       | 5,6                       |                                       | Fuji           | Préfecture de Shizuoka  |
| CC04   | Fujine            | 富士根       | 8,0                       |                                       | Fuji           | Préfecture de Shizuoka  |
| CC05   | Gendōji           | 源道寺       | 9,3                       |                                       | Fujinomiya     | Préfecture de Shizuoka  |
| CC06   | Fujinomiya        | 富士宮       | 10,7                      |                                       | Fujinomiya     | Préfecture de Shizuoka  |
| CC07   | Nishi-Fujinomiya  | 西富士宮     | 11,9                      |                                       | Fujinomiya     | Préfecture de Shizuoka  |
|        | Numakubo          | 沼久保       | 16,9                      |                                       | Fujinomiya     | Préfecture de Shizuoka  |
|        | Shibakawa         | 芝川         | 19,2                      |                                       | Fujinomiya     | Préfecture de Shizuoka  |
|        | Inako             | 稲子         | 24,0                      |                                       | Fujinomiya     | Préfecture de Shizuoka  |
|        | Tōshima           | 十島         | 26,3                      |                                       | Nanbu          | Préfecture de Yamanashi |
|        | Ide               | 井出         | 29,4                      |                                       | Nanbu          | Préfecture de Yamanashi |
|        | Yorihata          | 寄畑         | 31,9                      |                                       | Nanbu          | Préfecture de Yamanashi |
|        | Utsubuna          | 内船         | 34,1                      |                                       | Nanbu          | Préfecture de Yamanashi |
|        | Kai-Ōshima        | 甲斐大島     | 39,8                      |                                       | Minobu         | Préfecture de Yamanashi |
|        | Minobu            | 身延         | 43,5                      |                                       | Minobu         | Préfecture de Yamanashi |
|        | Shionosawa        | 塩之沢       | 45,7                      |                                       | Minobu         | Préfecture de Yamanashi |
|        | Hadakajima        | 波高島       | 50,2                      |                                       | Minobu         | Préfecture de Yamanashi |
|        | Shimobe-onsen     | 下部温泉     | 51,7                      |                                       | Minobu         | Préfecture de Yamanashi |
|        | Kai-Tokiwa        | 甲斐常葉     | 54,1                      |                                       | Minobu         | Préfecture de Yamanashi |
|        | Ichinose          | 市ノ瀬       | 56,1                      |                                       | Minobu         | Préfecture de Yamanashi |
|        | Kunado            | 久那土       | 58,8                      |                                       | Minobu         | Préfecture de Yamanashi |
|        | Kai-Iwama         | 甲斐岩間     | 60,3                      |                                       | Ichikawamisato | Préfecture de Yamanashi |
|        | Ochii             | 落居         | 61,8                      |                                       | Ichikawamisato | Préfecture de Yamanashi |
|        | Kajikazawaguchi   | 鰍沢口       | 66,8                      |                                       | Ichikawamisato | Préfecture de Yamanashi |
|        | Ichikawa-Daimon   | 市川大門     | 69,8                      |                                       | Ichikawamisato | Préfecture de Yamanashi |
|        | Ichikawa-Hommachi | 市川本町     | 70,7                      |                                       | Ichikawamisato | Préfecture de Yamanashi |
|        | Ashigawa          | 芦川         | 71,7                      |                                       | Ichikawamisato | Préfecture de Yamanashi |
|        | Kai-Ueno          | 甲斐上野     | 72,8                      |                                       | Ichikawamisato | Préfecture de Yamanashi |
|        | Higashi-Hanawa    | 東花輪       | 76,3                      |                                       | Chūō           | Préfecture de Yamanashi |
|        | Koikawa           | 小井川       | 77,5                      |                                       | Chūō           | Préfecture de Yamanashi |
|        | Jōei              | 常永         | 78,9                      |                                       | Shōwa          | Préfecture de Yamanashi |
|        | Kokubo            | 国母         | 81,2                      |                                       | Kōfu           | Préfecture de Yamanashi |
|        | Kai-Sumiyoshi     | 甲斐住吉     | 83,1                      |                                       | Kōfu           | Préfecture de Yamanashi |
|        | Minami-Kōfu       | 南甲府       | 84,0                      |                                       | Kōfu           | Préfecture de Yamanashi |
|        | Zenkōji           | 善光寺       | 86,3                      |                                       | Kōfu           | Préfecture de Yamanashi |
|        | Kanente           | 金手         | 87,2                      |                                       | Kōfu           | Préfecture de Yamanashi |
|        | Kōfu              | 甲府         | 88,4                      | JR East : Chūō                        | Kōfu           | Préfecture de Yamanashi |

## Materiel roulant

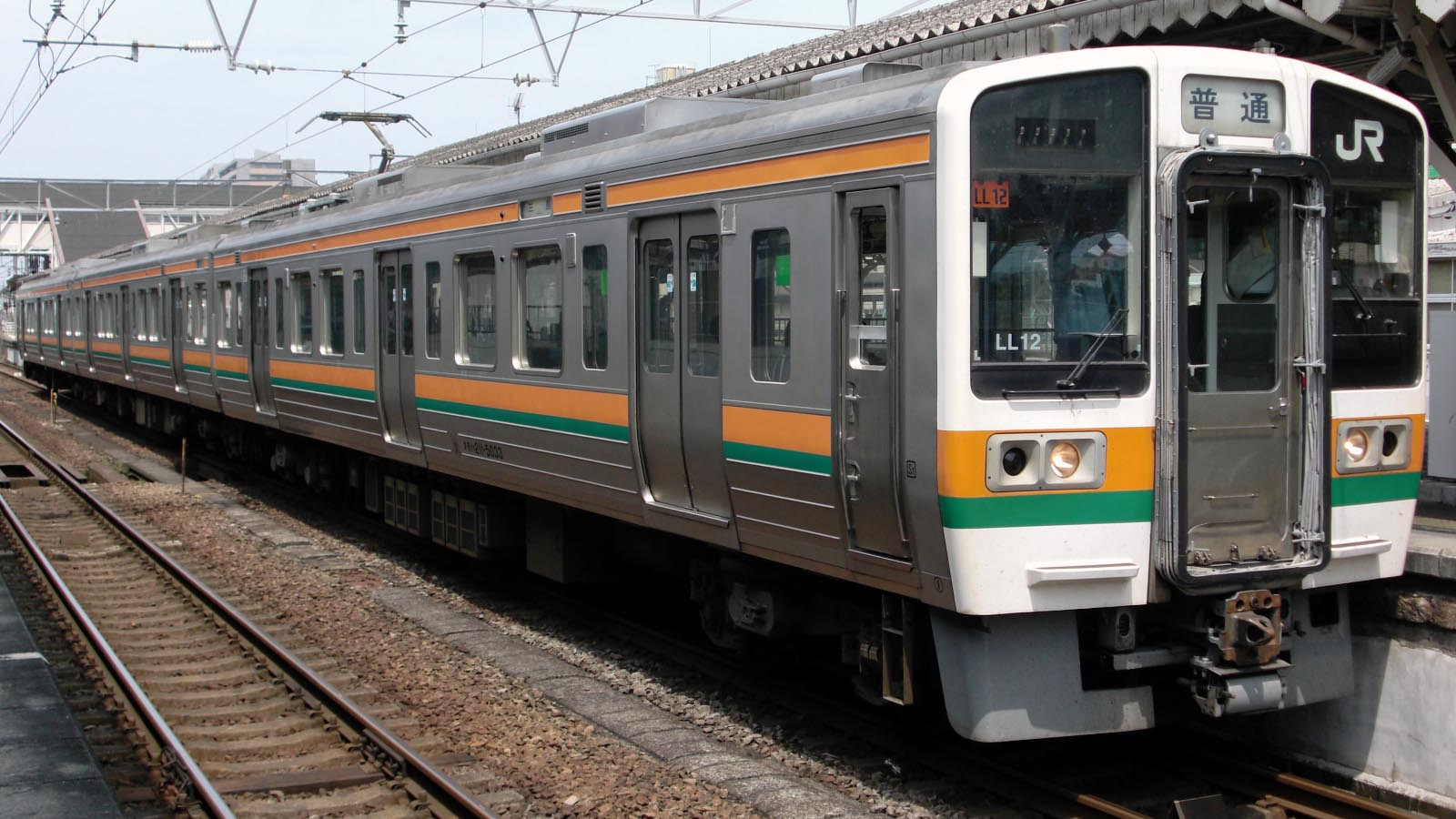
Série 211
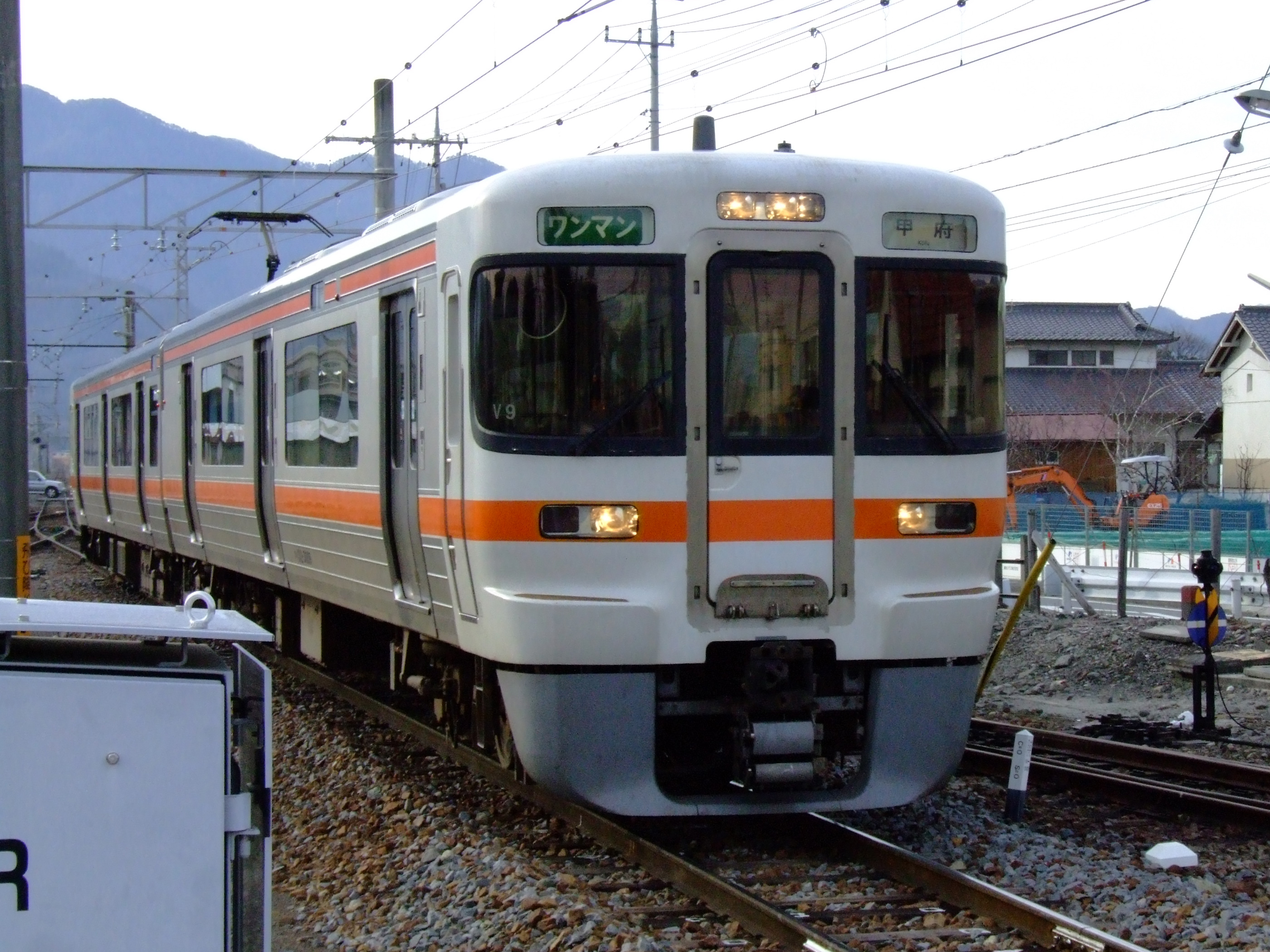
Série 313
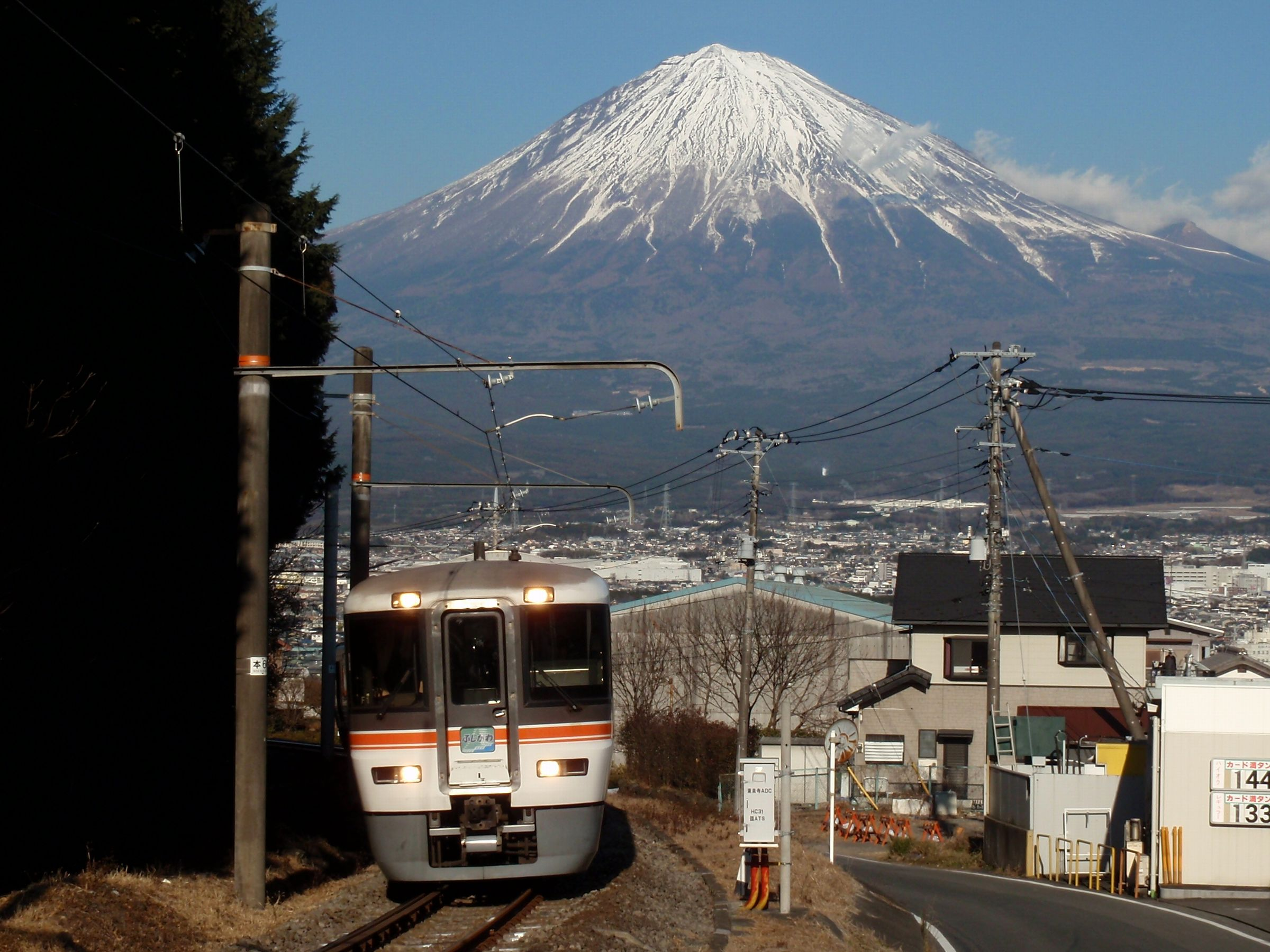
Série 373 (services Fujikawa)